# Fondation Carla-Bruni-Sarkozy
La fondation Carla-Bruni-Sarkozy était une fondation française privée créée le 23 avril 2009 et placée sous l'égide de la Fondation de France,. Sa mission a pris fin le 15 juin 2019.
Elle portait le nom de Carla Bruni-Sarkozy — également connue sous son nom de jeune femme Carla Bruni — alors épouse du président de la République Nicolas Sarkozy.

## Description
Deux salariés occupent un bureau au 20 bis de la rue La Boétie au sein des locaux de la fondation Adrienne-et-Pierre-Sommer. La fondation est financée par quatre mécènes : Carla Bruni à hauteur de 200 000 euros, l'Américaine Sheila Johnson pour 150 000 euros, Lancôme pour 500 000 euros par an pendant trois ans et la même somme pour l'Américain John Paulson.
La fondation définit ainsi sa mission : « faciliter l'accès à la culture, à l'éducation et au savoir afin de lutter contre les inégalités sociales ».
En 2009, Carla Bruni devient marraine de l'association Orchestre à l'école : un dispositif qui permet de transformer des classes en orchestres dans les établissements scolaires (élémentaire ou collège) pendant trois ans.
Le 19 février 2010, Carla Bruni lance le premier programme « illettrisme » de sa fondation, en allant rendre une visite à des acteurs de terrain en Maine-et-Loire. Elle annonce alors un appel à projets associatifs – « à hauteur de 1,5 million d'euros sur trois ans », destinés à des familles qui n'ont pas les moyens « d'acheter des livres, de participer à des activités culturelles ou de loisirs ».
Le 17 novembre 2012, elle préside la 152e édition de la vente des hospices de Beaune, qui réalise un produit de 5,27 millions d’euros, les 270 000 euros de la « pièce du président » — un tonneau de 350 litres — allant à sa fondation.
Carla Bruni a fermé sa fondation le 15 juin 2019.

## Controverses
En 2011, Carla Bruni est à la fois « ambassadrice de la protection de la mère et de l'enfant contre le sida » pour le Fonds mondial de lutte contre le sida, la tuberculose et le paludisme et présidente-fondatrice de la fondation Carla Bruni-Sarkozy. Or d’après la revue Marianne, trois millions et demi d'euros ont été versés sous l'influence de Julien Civange, un ami intime de Carla Bruni, par le fonds de lutte contre le sida sous forme de marchés qui ont été attribués à une vingtaine de sociétés et le tout sans appels d’offres. Des sommes importantes (580 000 € et 132 756 €), ont été données à des entreprises appartenant à Julien Civange qui était à l’époque officiellement dans l’organigramme de la fondation Carla-Bruni-Sarkozy.
Carla Bruni-Sarkozy a déclaré en parlant de sa fonction auprès du Fonds mondial : « Je n’ai pas d’équipe, j’utilise celle de mon mari, qui est formidable ».
Le site internet de la fondation (http://www.carlabrunisarkozy.org/) aurait coûté 410 000 € à l'Élysée, quand Nicolas Sarkozy était chef de l’État, explique le site Reflets en s'appuyant sur un rapport de la Cour des comptes sur le budget de l'Élysée paru en 2013.